# Carex humboldtiana
Carex humboldtiana là một loài thực vật có hoa trong họ Cói. Loài này được Steud. mô tả khoa học đầu tiên năm 1855.